# 金崖镇
金崖镇，是中华人民共和国甘肃省兰州市榆中县下辖的一个乡镇级行政单位。

## 行政区划
金崖镇下辖以下地区：
金崖村、永丰村、古城村、梁家湾村、齐家坪村、陆家崖村、张家湾村、豆家营村、寺隆沟村、邴家湾村、豆家岘村、大涝池村、大耳朵村和瓦子岘村。